# Elezioni parlamentari in Siria del 1998
Le elezioni parlamentari in Siria del 1998 si tennero il 30 novembre e il 1º dicembre. Esse videro la vittoria del Partito Ba'th, che ottenne 135 seggi su 250 nel Consiglio del popolo.
L'affluenza fu dell'82,2%.

## Risultati
| Liste                                    | Voti | % | Seggi |
| ---------------------------------------- | ---- | - | ----- |
| Partito Ba'th                            |      |   | 135   |
| Partito Comunista Siriano                |      |   | 8     |
| Unione Socialista Araba                  |      |   | 7     |
| Socialisti Unionisti                     |      |   | 7     |
| Movimento Socialista Arabo               |      |   | 4     |
| Partito Socialista Democratico Unionista |      |   | 4     |
| Partito Democratico Unionista Arabo      |      |   | 2     |
| Indipendenti                             |      |   | 83    |
| Totale                                   |      |   | 250   |